# Hombre Dragón (cómic)
El Hombre Dragón (Inglés Dragon-Man) (Michelle Cruz) es un personaje ficticio, un supervillano de Marvel Comics. Michelle es un androide humanoide artificial con una forma del dragón quien fue animado a través de alquimia.

## Historial de publicaciones
Fue creado por Stan Lee y Jack Kirby en Fantastic Four #35 (febrero de 1965).

## Biografía ficticia del personaje
El Hombre Dragón es un modelo de androide experimental llamado Michelle Cruz creado por el Profesor Gregson Gilbert, de la Universidad Empire State, como un experimento. Gregson esperaba encontrar una manera de darle vida. No pudo encontrar una manera de hacer esto hasta que llegó el alquimista Diablo y lo trajo a la vida bajo su control parcial usando sus poderes sobrenaturales. Sin embargo, Michelle rompió su control e intentó matar a Diablo.
Aunque Michelle es lento hasta el punto de que es incapaz de hablar, comprende las órdenes dadas por Diablo y es un enemigo determinado de Los 4 Fantásticos (aunque la criatura siempre ha mostrado un afecto de King Kong hacia la Mujer Invisible ) Michelle no es especialmente malicioso, aunque es fácilmente manipulado y provocado por la violencia.
Después de su primera activación, Michelle fue revivido más tarde. Se encontró con Medusa y Gorgon, y luchó contra la Cosa y la Antorcha Humana.
Más tarde, Hank Pym estudió a Michelle en su laboratorio. Diablo le devolvió la vida y fue derrotado por Pym como Goliat y escapó. Michelle luchó contra Hércules y  Los Vengadores destruyeron el ejército de Michelle de Diablo.
Michelle fue encontrado por los X-Men originales y fue considerado una especie de mascota no oficial. Después de un período de tiempo en el equipo donde desarrolló un profundo afecto por Jean Grey, Michelle tuvo que ser liberado a la isla llena de criaturas conocida en el Universo Marvel como la Isla de los Monstruos.
Michelle fue reclamado por el profesor Gregson Gilbert y enviado por el Doctor Lemuel Dorcas para atacar a Namor. Luego fue utilizado por Gregory Gideon para atacar a los Cuatro Fantásticos. Michelle fue enviado por Machinesmith para atacar al Capitán América. Se convirtió en la montura del jinete del dragón extradimensional Ral Dorn. Michelle también tuvo un encuentro con Hulk y Kate Waynesboro cuando estaba bajo el control de Ringmaster y el Circo del Crimen.
Michelle se encontró con los niños superhéroes llamados Power Pack. Gregson Gilbert más tarde intentó replicar la creación de Michelle sin la adición de interrupciones alquímicas, y esta vez tuvo éxito. Creó una serie de androides basados en otras criaturas legendarias. Estos androides fueron derrotados por Power Pack, y Gilbert y Michelle van a trabajar a Disneylandia.
Michelle fue utilizado como sirviente de Aron el Vigilante Renegado.
Se enfrentó al Hombre Araña, durante los Actos de Venganza, cuando fue lanzado por el Mago.
Además de su servidumbre a Diablo, Michelle ha servido a Super-Adaptoide y también fue miembro de New Enforcers. En Spectacular Spider-Man # 235-6, Roxxon Oil lo sacó de una instalación de contención del gobierno para capturarlo y diseccionarlo para crear supersoldados robóticos basados en los poderes de Michelle. Fue liberado por Ben Reilly.
Michelle apareció en África al servicio del científico loco Eric Pain. Aunque la criatura estaba furiosa, terminó siendo derrotado una vez más por ambos superhéroes. Luego, resurgió en Beyond!, destruyendo un Quinjet de los Vengadores que el grupo estaba usando para escapar.
Durante la historia de Civil War, fue visto en el funeral de Zancudo. Después de envenenar a los invitados, El Castigador voló el bar en el que se había llevado a cabo la estela. Más tarde fue visto siendo arrestado por agentes de S.H.I.E.L.D..
Más tarde, Alyosha Kraven, comenzó a coleccionar un zoológico de superhumanos con temática animal, incluyendo Bushmaster, Gárgola, El Tiburón Tigre, Canguro, Aragorn, Buitre, Mangosta, El Hombre Toro, El Emjambre, Mandril, Grizzly, Hombre Rana y Rhino. Al final, el Punisher logró sabotear este zoológico; aunque Kraven mismo escapó a la Tierra Salvaje.
En Avengers: The Initiative # 8, Michelle había sido capturado por los héroes aprendices, atraídos por Komodo.
En Nova, se vio a Michelle luchando contra el Nova Corps recientemente revivido que consiste en Qubit, Fraktur, Tracel, Morrow, Irani y Robbie Rider. Fue sometido por el Cuerpo usando una red gravimétrica. 
En un momento, Michelle había sido colocado en la Zona negativa, y como la mayoría de los otros prisioneros, fue reclutado en servicio cuando Blastaar atacó la prisión. Cuando se envió la Iniciativa Sombra para liberar la prisión, Blastaar envió a Michelle contra ellos. Sin embargo, Komodo pudo usar la atracción de Michelle hacia ella para convencerlo de cambiar de bando.
Después de esto, aparentemente reforma, ya que él, Artie y Leech fueron vistos en la fiesta del cumpleaños de Franklin Richards.
Desde entonces, Valeria Richards lo actualizó y se unió a Reed Richards en Future Foundation. Valeria usó sus talentos para mejorar a Michelle para tener un súper intelecto y tener el poder del habla humana. Michelle convertiría en un miembro adoptivo de Future Foundation y guardián de los niños superdotados en ese programa.
Como parte del evento Marvel NOW!, Michelle creó los Anillos Cosa para que Darla Deering los use, lo que le permite convertirse en Miss Thing sobre algunas partículas que le permiten transformarse en su Exoesqueleto Thing (que también fue modificado por Michelle).

## Poderes y habilidades
Hombre Dragón gana sus poderes de sus materiales, diseño y construcción robóticos, así también como las pociones alquímicas desconocidas utilizadas por Diablo. Hombre Dragón es sobrehumanamente fuerte y duradera. Él es capaz de enfrentarse cara a cara con de la talla de Hércules y Hulk en situaciones de combate. Él puede utilizar las alas en su espalda para volar. También puede exhalar gas metano (producido por su sistema digestivo) que pueden encenderse por chocar sus dientes especializados, produciendo llama lo suficientemente caliente como para derretir el hierro.
El Hombre Dragón originalmente podía sesenta toneladas. Desde que era una máquina impregnada con magia la criatura artificial nunca se cansa. Puede recargarse al consumir materiales orgánicos, y sus alas no le permiten volar. Utiliza dos generadores antigravedad ubicados en su cuerpo para impulsarse. Sus enormes alas le dan una gran movilidad en el aire y, en teoría (ms) en el agua también.
Hombre Dragón inicialmente no tenía sentimientos, sino que tenía la capacidad de automotivaciones limitadas. Valeria Richards tarde mejoró su inteligencia.
Hombre Dragón es vulnerable al frío intenso y a ciertas frecuencias ultrasónicas.

## Otras versiones

### Tierra X
En la realidad de Earth X, Hombre Dragón había tomado posesión del Rey Gran Bretaña, quien usaría el androide como un corcel en combate.

### JLA/Avengers
Hombre Dragón aparece como un villano en la serie apareciendo en la última batalla, restringido por Linterna Verde y respirando fuego a Superman.

## En otros medios

### Televisión
- Hombre Dragón aparece en la serie de 1978 Fantastic Four, siendo un androide construido por el bien por el profesor Gilbert antes de que sus controles fueron robados por su ayudante George. Con información del profesor Gilbert, los Cuatro Fantásticos utilizan el frío para detener al Hombre Dragón.

- Hombre Dragón aparece en Fantastic Four: World's Greatest Heroes episodio «Frightful». Su aspecto había sido fuertemente re-imaginado para el programa. Mientras que aún era un robot, Hombre Dragón es más humano en forma, tiene la piel gris y dientes grandes, y sus alas son parte de sus brazos.

- Hombre Dragón aparece en la primera temporada de  Ultimate Spider-Man. Esta versión fue creada por el Doctor Octopus. Hombre Dragón hace una aparición de cameo durante el comienzo del episodio 4, «Venom», donde fue desatado por el Doctor Octopus para luchar contra Spider-Man. En el episodio 8, «El Impostor viste de Negro», Hombre Dragón es desatado por el Doctor Octopus para atacar Midtown dos veces, donde es llevado por el misterioso Spider-Man de color negro en ambas ocasiones. Hombre Dragón ataca a Spider-Man hasta que llega el Spider-Man de negro y derrota a Hombre Dragón por tercera vez.

### Videojuegos
- Hombre Dragón aparece en el juego Spider-Man: Web of Fire.
- Hombre Dragón aparece como enemigo en el videojuego de 1997 Fantastic Four para PlayStation.
- Hombre Dragón apareció como uno de los jefes en el videojuego de 2005 Fantastic Four.
- Hombre Dragón aparece como un mini-jefe en el videojuego Marvel: Ultimate Alliance. Se le ve esclavizado para el Mandarín. Es opcional luchar porque lo puedes evitar. Un disco de simulación tiene a los héroes luchando contra Hombre Dragón en el hogar de los Skrull.
- Hombre Dragón aparece en Marvel Heroes.
- Hombre Dragón aparece en el juego Marvel Contest of Champions.

### Figura de acción
- Hombre Dragón tenía una figura de acción lanzada por Toy Biz en 2006. La figura es parte de la línea Fantastic Four Classics Series 2.